# Wühlerkakadu
Der Wühlerkakadu (Cacatua pastinator), auch Westlicher Langschnabelkakadu genannt, ist eine in Australien beheimatete Papageienart. Wühlerkakadus zählen gemeinsam mit den Nacktaugenkakadus und den Nasenkakadus zu den sogenannten „Corellas“. Es ist eine sehr seltene Art mit einem ungewöhnlich kleinen Verbreitungsgebiet. Wühlerkakadus kommen mit zwei Unterarten nur im Südwesten Australiens vor. 1985 schätzte man den Bestand des Wühlerkakadus auf 3.000 Exemplare. Mittlerweile hat sich der Bestand auf 5.000 bis 10.000 Vögel erholt. Die Art gilt nach wie vor als gefährdet, weil die Gesamtpopulation nur noch eine geringe Größe hat, die Fortpflanzungsrate gering ist und sie durch die Nachstellungen durch Landwirte zusätzlich gefährdet wird. In Australien ist der Wühlerkakadu gesetzlich geschützt.

## Erscheinungsbild
Wühlerkakadus erreichen eine Körperlänge von 45 Zentimeter und wiegen zwischen 700 und 860 Gramm.
Die Grundfärbung des Gefieders ist weiß. Wühlerkakadus haben nur eine kleine Federhaube, die aus den vorderen, verlängerten Scheitelfedern besteht. Die Zügel sind orange. Die Basen der Federn an Kopf, Vorderrücken, Brust und Flanken ist rosa-orange. Die Basen der Federn auf der Oberflügel- und Unterflügeldecken sind blassgelb. Die Schwungfedern und die äußeren Steuerfedern sind weiß. Sie sind jedoch an ihrer Basis sowie an den Innenfahnen der Unterseite gelb. Der Schnabel ist hornfarben. Ähnlich wie beim Nasenkakadu ist der Oberschnabel verlängert. Die Iris ist dunkelbraun. Auffallend ist die nackte Augenregion. Sie ist gräulich-blau und ähnlich wie beim Nacktaugenkakadu unterhalb des Auges etwas ausgedehnt.
Der Flug des Wühlerkakadus besteht aus schnellen, flachen Flügelschlägen, die von kurzen Gleitphasen unterbrochen ist. Wühlerkakadus, die längere Strecken fliegen, tun dies in großer Höhe. Gelangen sie an ihren Zielort, gleiten sie in weiten Kreisen herab, ohne die Flügel zu bewegen. Erst kurz der Landung auf dem Boden oder in Baumwipfeln schlagen sie wieder mit den Flügeln.
Ähnlich wie bei den Nasenkakadus ist der Kontaktruf der Wühlerkakadus dreisilbig. Besonders laut sind ihre Rufe, wenn sie am Morgen zu den Nahrungsgründen aufbrechen oder sich abends an ihren Schlafbäumen einfinden. 

## Verbreitung, Lebensraum und Bestandsentwicklung

Wühlerkakadu

Wühlerkakadus kommen ausschließlich im Südwesten Australiens vor. Der natürliche Lebensraum dieser Art sind Baumsavannen sowie offene Täler innerhalb von Wäldern. 
Noch um 1830 galt die Art als zahlreich. Große Schwärme von Wühlerkakadus plünderten gelegentlich die Felder in der Nähe von Perth. Sie wurden sehr stark verfolgt. Gängige Praxis war es, die großen Schwärme mit Hilfe vergifteter Getreidekörner auszurotten. Diese Praxis hat in einigen Regionen zur vollständigen Ausrottung der Wühlerkakadus geführt.
Wühlerkakadus stehen mittlerweile vollständig unter Schutz. Ihre Anzahl hat sich in den letzten Jahrzehnten wieder leicht erholt. Sie gelten aber als nach wie vor bedroht, da die Gesamtpopulation insgesamt sehr klein ist. Problematisch ist, dass sich die verbliebenen Population nach der Fortpflanzungsperiode in relativ wenigen Schwärmen zusammenfindet. Dies macht sie gegenüber (mittlerweile illegale) Nachstellungen durch Farmer besonders anfällig.

## Nahrung
Wühlerkakadus fressen überwiegend am Boden. Mit ihrem verlängerten Oberschnabel sind sie in der Lage, im Boden zu graben und so auch an unterirdische Pflanzenteile zu gelangen. Ein Großteil ihrer Nahrung stammt mittlerweile von in Australien eingeführten Pflanzen. Darüber hinaus fressen sie Grassamen, Samen krautiger Pflanzen, Nüsse, Früchte, Beeren, Knospen, Blüten sowie Insekten und deren Larven. In der Wheatbelt Region, einem stark agrarisch erschlossenen Gebiet in Western Australia ist Weizen außerdem für ihre Ernährung bedeutsam. Daraus resultieren ein großer Teil der Konflikte mit Farmern. Sie fressen sowohl frisch aufgekeimte Weizensaat, als auch junge Schösslinge. Reife Weizenähren plündern sie, indem sie die Weizenpflanze herabbiegen, mit den Füßen am Boden festhalten und mit dem Schnabel die Weizenkörner aus der Ähre klauben. Animalische Kost spielt vor allem während der Fortpflanzungszeit eine Rolle.

## Fortpflanzung
Wühlerkakadus sind monogame Vögel. Eine einmal eingegangene Gemeinschaft endet in der Regel erst, wenn einer der Partner stirbt. Die Paarbildung findet in den Schwärmen von nicht geschlechtsreifen Vögeln statt, in denen die Kakadus leben, nachdem sie selbständig geworden sind. Weibchen scheinen Paarbindungen in ihrem zweiten Lebensjahr einzugehen. Erst zwischen dem vierten und fünften Lebensjahr kommt es jedoch zum ersten Brutversuch.
Wühlerkakadus sind Höhlenbrüter. Präferierter Brutbaum sind Eukalyptusbäume. Die Eier sind birnenförmig bis elliptisch oval. Das Gelege besteht aus zwei bis vier Eiern. Im Durchschnitt umfasst ein Gelege 2,7 Eier. Beide Elternvögel brüten. Die Brutdauer beträgt 22 bis 23 Tage. Frisch geschlüpfte Nestlinge werden eine Woche lang gehudert. Das Hudern reduziert sich bis zum 25. Lebenstag der Jungvögel. Die Jungvögel verlassen mit etwa 60 Tagen die Bruthöhle. Die Jungvögel werden zunächst noch einige Zeit von den Elternvögeln gefüttert. 
Die Reproduktionsrate ist sehr gering. Dies erklärt auch, warum sich Rosakakadus in Western Australia schneller und nachhaltiger ausbreiten als Wühlerkakadus. Im Durchschnitt überleben nur 1,6 Jungvögel die Nestlingszeit. Ein Paar, bei dem beide Vögel das erste Mal in ihrem dritten Lebensjahr brütet, muss ein Lebensalter von 5,4 Jahren erreichen, um auch nur sich selbst zu ersetzen.

## Belege